# Galium barcinonense
Galium barcinonense là một loài thực vật có hoa trong họ Thiến thảo. Loài này được Sennen mô tả khoa học đầu tiên năm 1928.